# University of California, Santa Cruz

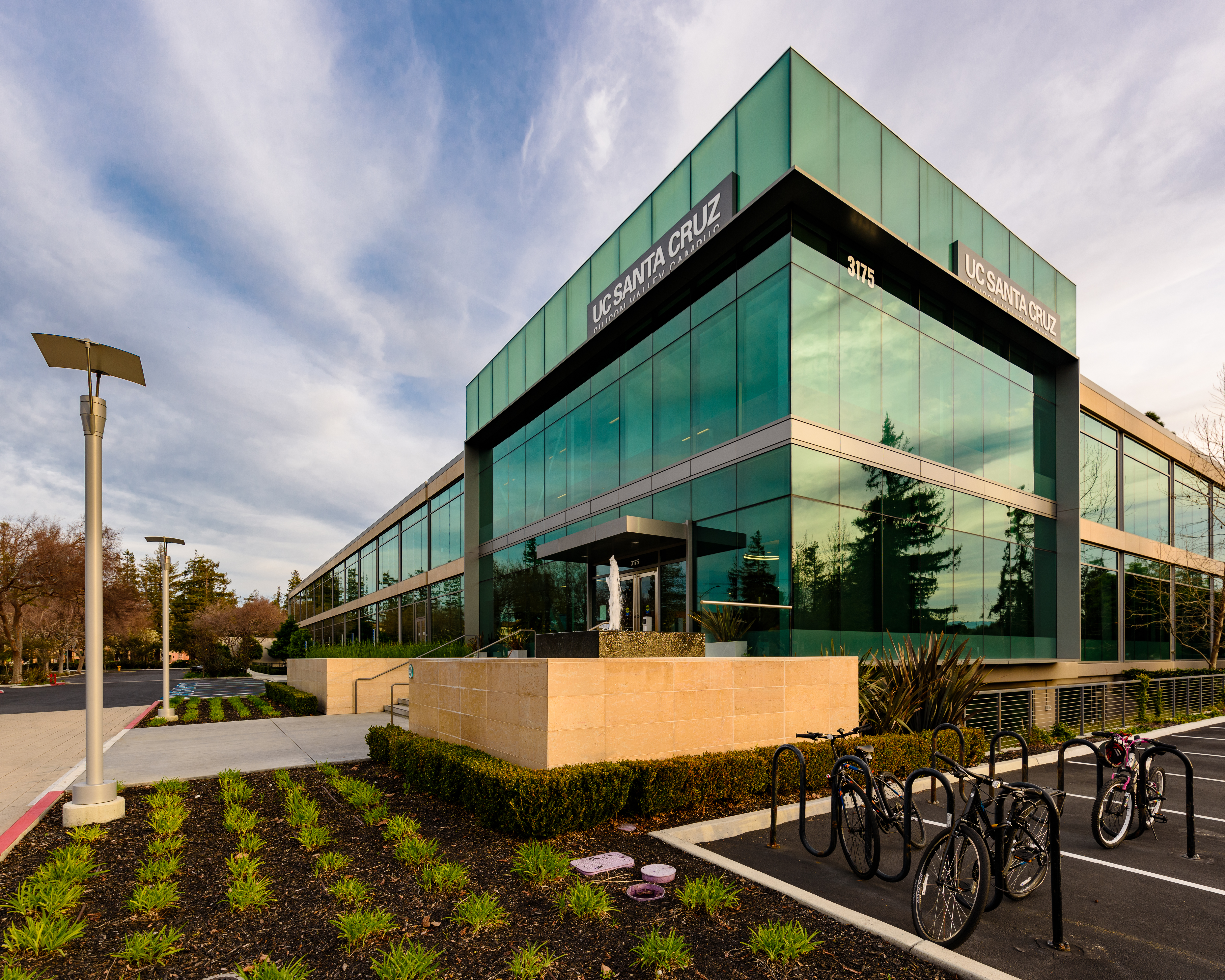
Der Silicon Valley Campus zählt zu den modernsten Gebäuden der UCSC

Die University of California, Santa Cruz (UCSC), wurde im Jahr 1965 gegründet und gehört zur University of California (UC), einem System staatlicher Universitäten im US-amerikanischen Bundesstaat Kalifornien. Der Campus der Universität befindet sich nordwestlich der nordkalifornischen Stadt Santa Cruz und ist rund 800 Hektar groß.
Im Herbstsemester 2011 waren etwa 17.900 Studenten eingeschrieben. Die Universität ist in 10 Colleges untergliedert, an denen 90 verschiedene Studiengänge, darunter 30 Graduiertenstudiengänge, in den Fachbereichen Kunst, Humanwissenschaften, Sozialwissenschaften, Biologie & Physik und Ingenieurwissenschaften studiert werden können.
2011 betrug das Budget der Hochschule 502,7 Millionen US-Dollar.

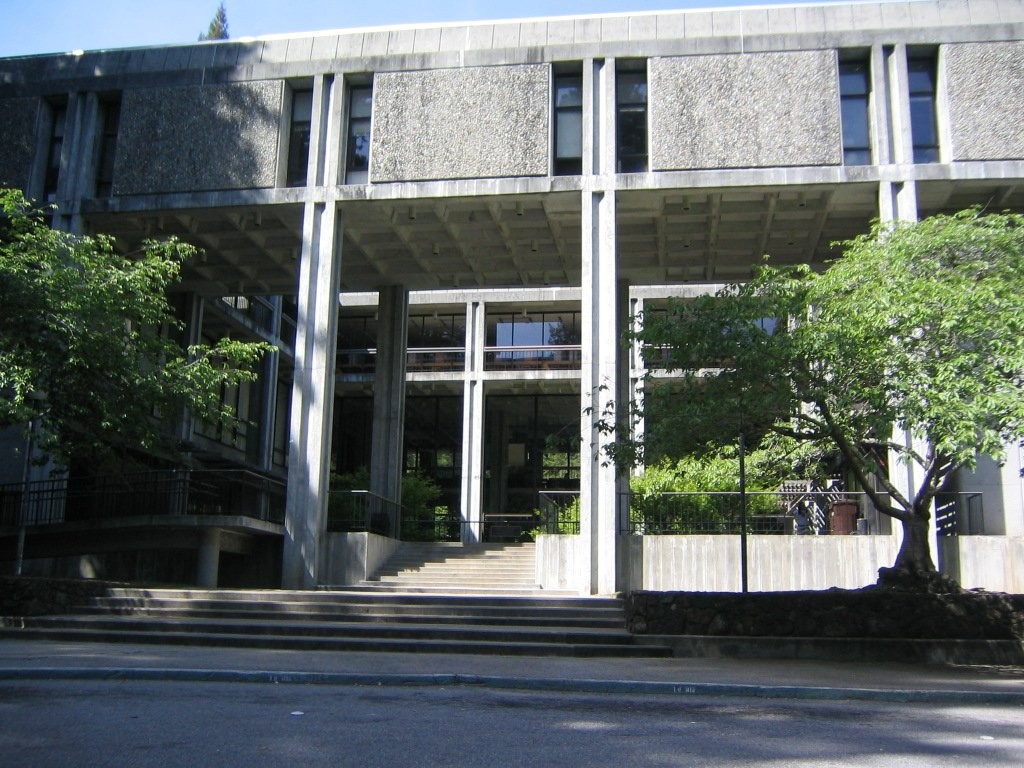
Die Universitätsbibliothek
„McHenry Library“

## Organisationale Gliederung
- Cowell College (1965 gegründet)

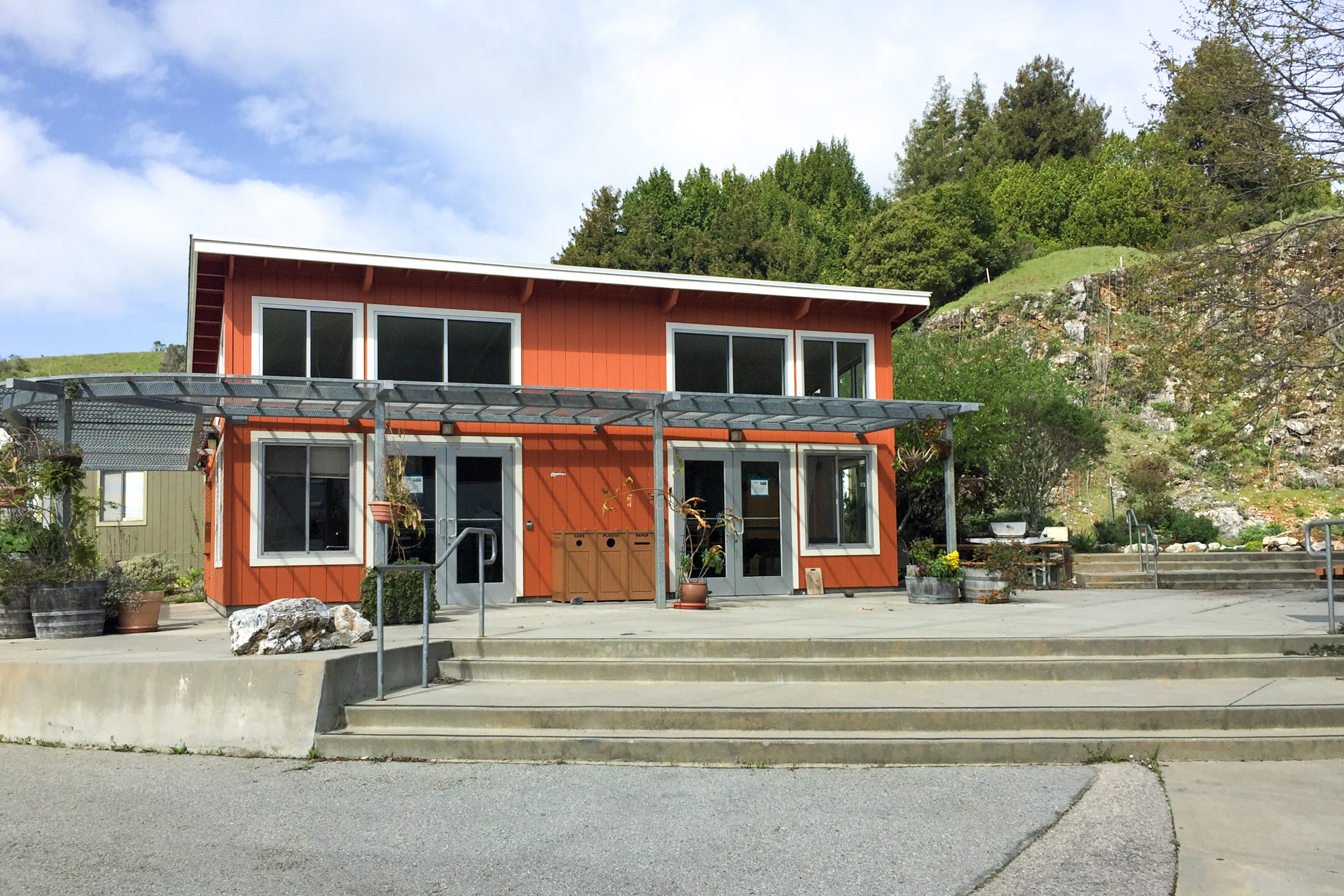
Diese kommunale Küche wird von den Studenten der UCSC gemeinschaftlich genutzt

- Adlai E. Stevenson College (1966 gegründet)
- Crown College (1967 gegründet)
- Merrill College (1968 gegründet)
- Benjamin F. Porter College (1969 gegründet)
- Kresge College (1971 gegründet)
- Oakes College (1972 gegründet)
- Rachel Carson College (1972 gegründet)
- College 9 (2000 gegründet)
- John R. Lewis College (2002 gegründet)

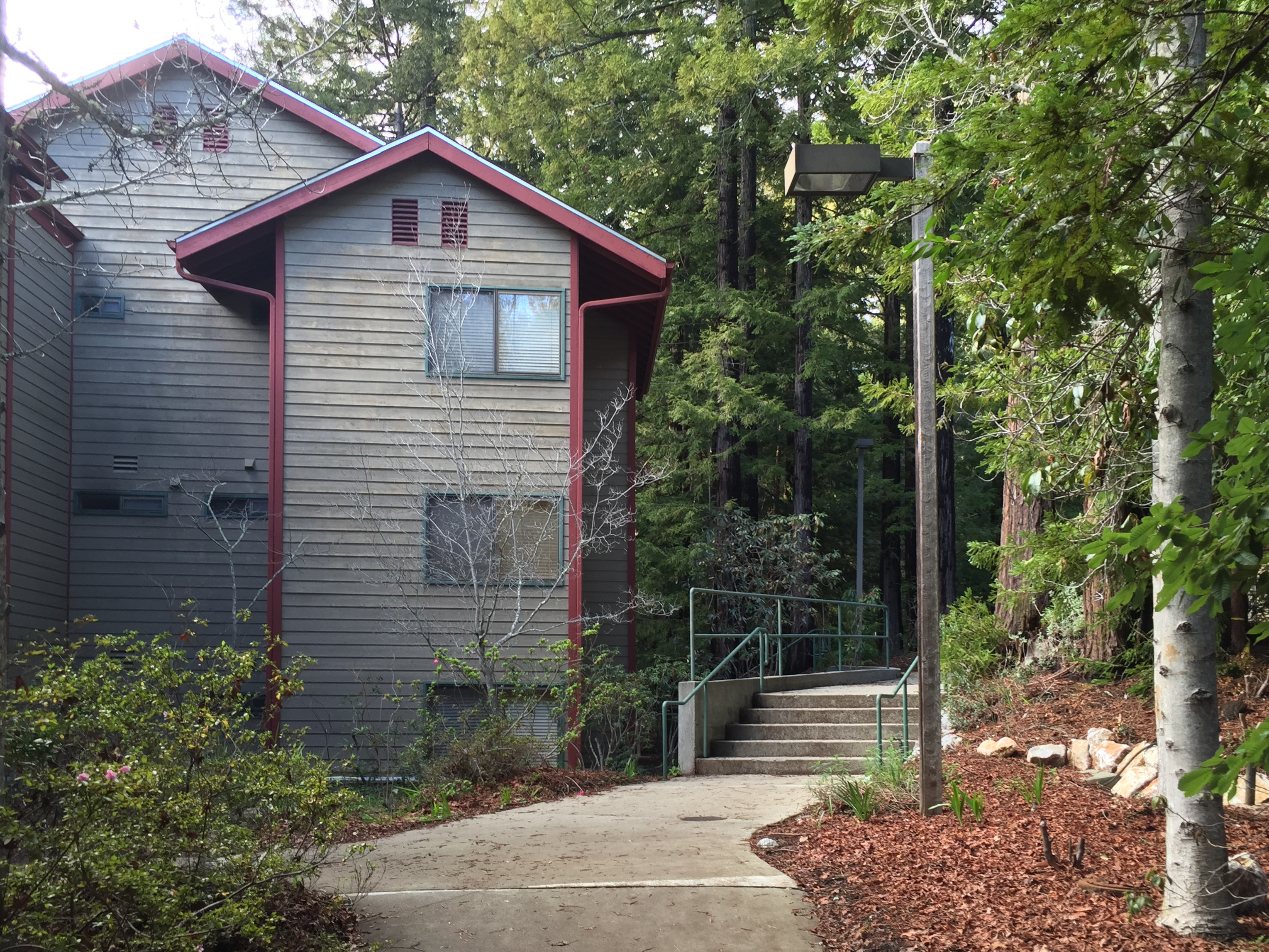
Zu den Wohnmöglichkeiten für Studenten zählen diverse Wohnheime, wie „Redwood Grove“

## Sport
Die Sportteams der UCSC sind die Banana Slugs (Bananenschnecke), Maskottchen ist „Sammy the slug“. Die Hochschule ist unabhängiges Mitglied der Division III der National Collegiate Athletic Association (NCAA).

## Persönlichkeiten

### Professoren
- Angela Davis (* 1944) – Bürgerrechtlerin, Soziologin und Schriftstellerin
- Frank Drake (1930–2022) – Astronom und Astrophysiker
- Dan Friedman (* 1947) – Ökonom
- Donna Haraway (* 1944) – Naturwissenschaftshistorikerin
- David A. Huffman (1925–1999) – Informatiker, Erfinder des Huffman coding
- Tom Lehrer (1928–2025) – Mathematiker, Satiriker und Sänger
- Harry Noller (* 1939) – Molekularbiologe
- Geoffrey Pullum (* 1945) – Linguist
- Hayden White (1928–2018) – Historiker und Literaturwissenschaftler

### Absolventen

#### Geisteswissenschaften, Kunst und Kultur
- Wendy Brown (* 1955) – Politologin und Feministin an der University of California, Berkeley
- Bell Hooks (1952–2021) – PhD 1983 – Feministin und Sozialkritikerin
- Miranda July (* 1974) – Performerin und Filmemacherin (ohne Abschluss)
- Nathalie Magnan (1956–2016) – französische Medienwissenschaftlerin, Medienkünstlerin und LGBT-Aktivistin
- Kent Nagano (* 1951) – BA 1974 – Dirigent der Los Angeles Opera und des Montreal Symphony Orchestra

#### Medien und Unterhaltung
- Jello Biafra* (* 1958) – Sänger (ohne Abschluss)
- Richard Harris (1930–2002) – National Public Radio Wissenschaftsreporter
- Bradley Nowell* (1968–1996) – Sänger der Band Sublime (ohne Abschluss)
- Rebecca Romijn* (* 1972) – Supermodel, Schauspielerin (ohne Abschluss)
- Gillian Welch (* 1967), BA 1990 – Sängerin
- Andy Samberg* (* 1978) – Schauspieler

#### Wissenschaft
- Richard Bandler* (* 1950) – Gründer des Neuro Linguistic Programming (NLP) (ohne Abschluss)
- Dan Friedman (* 1947), MA 1973, PhD 1977 – Ökonom
- Geoffrey Marcy (* 1954), PhD 1982 – Professor für Astronomie an der UC Berkeley und Planetenentdecker
- Marc Okrand (* 1948), BA 1972 – Linguist, Erfinder der klingonischen Sprache